# Quận Karnes, Texas
Quận Karnes (tiếng Anh:Karnes County) là một quận trong tiểu bang Texas, Hoa Kỳ. Quận lỵ đóng ở thành phố Karnes City6. Theo kết quả điều tra dân số năm  2000 của Cục điều tra dân số Hoa Kỳ, quận có dân số 15446 người.